# Đệ Nhất Cộng hòa Philippines
Cộng hòa Philippines (tiếng Tây Ban Nha: República Filipina, tiếng Tagalog: Republika ng Pilipinas), được biết đến phổ biến hơn với tên Đệ nhất Cộng hòa Philippines hay Cộng hòa Malolos, là một chính phủ cách mạng đoản mệnh tại Philippines. Chính thể này chính thức được thành lập khi công bố Hiến pháp Malolos vào này 23 tháng 1 năm 1899 tại Malolos, Bulacan, và tồn tại cho đến khi Emilio Aguinaldo bị bắt và đầu hàng quân Mỹ vào ngày 23 tháng 3 năm 1901 tại Palanan, Isabela, khiến Đệ nhất Cộng hòa giải thể trên thực tế.
Sự kiện thành lập nước Cộng hòa Philippines là đỉnh điểm trong Cách mạng Philippines chống lại sự cai trị của Tây Ban Nha. Ngày 12 tháng 6 năm 1898, tại nhà tổ của Aguinaldo tại Cavite, nền độc lập của Philippines được công bố và Đạo luật Tuyên ngôn Philippines độc lập được đọc. Đạo luật này được Ambrosio Rianzares Bautista soạn và viết bằng tiếng Tây Ban Nha. Đại hội Malolos được triệu tập vào ngày 15 tháng 9, kết quả là Hiến pháp Malolos. Ngày 10 tháng 12 cùng năm, Hiệp định Paris được ký kết, kết thúc Chiến tranh Tây Ban Nha–Mỹ, một điểu khoản trong hiệp định chuyển giao Philippines từ Tây Ban Nha cho Hoa Kỳ.
Chiến tranh Philippines–Mỹ bùng phát sau đó, Aguinaldo bị quân Mỹ bắt vào ngày 23 tháng 3 năm 1901 và tuyên thệ chấp thuận quyền uy của Hoa Kỳ đối với Philippines và cam kết trung thành với chính phủ Hoa Kỳ. Ngày 19 tháng 4, ông ban hành tuyên bố chính thức đầu hàng Hoa Kỳ, kêu gọi các chiến hữu hạ vũ khí và từ bỏ đấu tranh, kết thúc thực tế Đệ nhất Cộng hòa Philippines.
Mặc dù trước đó từng tồn tại một số chính thể cộng hòa tại châu Á, như Đài Loan Dân chủ quốc hay nước Cộng hòa Ezo, song chính thể cộng hòa tại Malolos là chính thể đầu tiên dựng một khung hiến pháp toàn diện hợp lệ do một nghị viện dân cử thông qua.

## Lịch sử
Đệ nhất Cộng hòa Philippines được hình thành sau Tuyên ngôn độc lập Philippines và các sự kiện trong quá trình sự cai trị của Tây Ban Nha sụp đổ. Hiến pháp chính trị Cộng hòa Philippines được Hội nghị lập hiến Philippines soạn thảo tại Nhà thờ Barasoain tại Malolos vào năm 1899 để thay thế chính phủ cách mạng do Emilio Aguinaldo công bố vào này 23 tháng 6 năm 1898. Chính phủ cách mạng này thay thế chính phủ độc tài mà Aguinaldo công bố vào ngày 24 tháng 5, và chính thức được thành lập theo sắc lệnh vào ngày 18 tháng 6. Hiến pháp được các đại biểu của Đại hội Malolos thông qua vào ngày 20 tháng 1 năm 1899, được Aguinaldo phê chuẩn vào ngày sau đó.

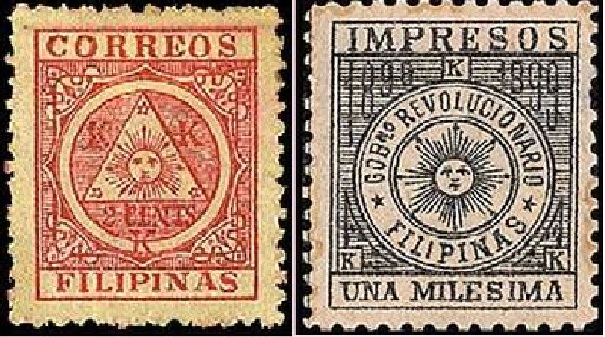
Tem bưu chính của chính phủ cách mạng.

Các chính phủ thành phố và tỉnh dưới quyền Cộng hòa nhanh chóng tái tổ chức theo các sắc lệnh của Aguinaldo ngày 18 và 20 tháng 6 năm 1898. Hiến pháp Malolos trong Điều 82 viết về tổ chức của các nghị hội cấp tỉnh và quần chúng, họ có quyền đánh thuế.
Một trong các luật quan trọng do Đại hội Malolos thông qua là luật cung cấp một khoản vay quốc gia để cứu ngân sách trong khi Cộng hòa nỗ lực để cân bằng. Khoản vay trị giá 20 triệu peso được trả trong 40 năm với lợi tức hàng năm là 6%. Luật được ra sắc lệnh vào ngày 30 tháng 6 năm 1898.
Khi Philippines tuyên bố độc lập vào ngày 12 tháng 6 năm 1898, Quân đội Cách mạng Philippines được đổi tên thành Lục quân Cộng hòa Philippines. Aguinaldo sau đó bổ nhiệm Antonio Luna làm Chỉ huy hay Trợ lý Bộ trưởng Bộ Chiến tranh vào ngày 28 tháng 9 năm 1898 và trường quân sự đầu tiên của Philippines là Học viện Quân sự được thành lập tại Malolos.
Khi Cộng hòa bắt đầu vào ngày 23 tháng 1, Luna kế vị Artemio Ricarte làm tổng tư lệnh của Lục quân Cộng hòa. Với quyền lực trong tay, Luna nỗ lực chuyển đổi lục quân cách mạng yếu kém và vô kỷ luật thành một lục quân chính quy có kỷ luật để phục vụ Cộng hòa.

### Chiến tranh Philippines–Mỹ
Ngày 4 tháng 2 năm 1899, xung đột vũ trang bùng phát tại Manila giữa quân Cộng hóa Philippines và quân Mỹ đang chiếm đóng thành phố theo hiệp ước kết thúc Chiến tranh Tây Ban Nha-Mỹ. Ngày hôm đó, Tổng thống Aguinaldo ban hành một tuyên bố ra lệnh và chỉ huy rằng "các quan hệ hòa bình và hữu nghị với người Mỹ bị tan vỡ và sau này họ được xem như kẻ thù, trong các giới hạn theo quy định của luật pháp chiến tranh." Giao tranh nhanh chóng leo thang thành trận chiến Manila thứ nhì, kết quả là quân Cộng hòa Philippines bị đẩy lui khỏi thành phố. Ngày 31 tháng 3, quân Mỹ chiếm Malolos, trụ sở ban đầu của chính phủ Cộng hòa Philippines, nơi này trước đó bị quân Cộng hòa Philippines phóng hỏa để tiêu thổ. Emilio Aguinaldo và các nhân vật cốt yếu trong chính phủ cách mạng sau đó chuyển đến San Isidro, Nueva Ecija. Đàm phán hòa bình với Ủy ban Schurman của Hoa Kỳ trong một giai đoạn đình chiến ngắn ngủi trong tháng 4-5 năm 1899 song thất bại, và San Isidro thất thủ trước quân Mỹ vào ngày 16 tháng 5. Các nhân vật cốt yếu trong chính phủ Cộng hòa Philippines sau đó chuyển đến Bamban, Tarlac, và sau đó lại chuyển đến thị trấn Tarlac. Đảng của Aguinaldo đã dời Tarlac khi quân Mỹ chiếm thành phố vào ngày 13 tháng 11.
Ngày 13 tháng 11, trong một hội nghị tại Bayambang, Pangasinan, Aguinaldo quyết định giải tán quân đội của mình và bắt đầu chiến tranh du kích. Từ thời điểm này, khoảng cách và bản chất đa địa điểm của cuộc đấu tranh ngăn cản ông có ảnh hưởng mạnh đối với cách mạng hay các hoạt động quân sự. Nhận ra rằng quân Mỹ ngăn mình đào thoát về phía đông, ông chuyển hướng bắc và tây vào ngày 15 tháng 11, vượt qua các ngọn núi để vào tỉnh La Union. Toán người của Aguinaldo tránh né quân Mỹ đang truy kích, vượt qua đèo Tirad gần Sagada, Mountain Province tại đây diễn ra trận đèo Tirad vào ngày 2 tháng 12 để bọc hậu nhằm trì hoãn bước tiến của quân Mỹ và đảm bảo ông có thể đào thoát. Trong thời gian diễn ra trận đánh, Aguinaldo và toán của mình đóng trại tại Cervantes, cách đèo khoảng 10 km về phía nam. Sau khi được thông báo về kết quả trận đánh và cái chết của del Pilar, Aguinaldo ra lệnh phá trại, và cùng toán của mình dời đến khu dân cư Cayan. Aguinaldo bị quân Mỹ bắt vào ngày 23 tháng 3 năm 1901 tại Palanan, Isabela. Sau khi bị bắt, Aguinaldo tuyên bố trung thành với Hoa Kỳ vào ngày 1 tháng 4 năm 1901, chính thức kết thúc Đệ nhất Cộng hòa và công nhận chủ quyền của Hoa Kỳ đối với Philippines.

## Nội các
Nội các chỉ họp vài lần trong năm 1899 sau khi các nhân vật dưới đây được bổ nhiệm.
| Chức vụ                                        | Tên                  | Nhiệm kỳ                         |
|                                                |                      |                                  |
| Tổng thống                                     | Emilio Aguinaldo     | 1899–1901                        |
| Thủ tướng                                      | Apolinario Mabini    | 21 tháng 1 - 7 tháng 5 năm 1899  |
|                                                | Pedro Paterno        | 7 tháng 5 - 13 tháng 11 năm 1899 |
|                                                |                      |                                  |
| Bộ trưởng Tài chính                            | Mariano Trías        | 21 tháng 1 - 7 tháng 5 năm 1899  |
|                                                | Hugo Ilagan          | 7 tháng 5 - 13 tháng 11 năm 1899 |
| Bộ trưởng Nội vụ                               | Teodoro Sandico      | 21 tháng 1 - 7 tháng 5 năm 1899  |
|                                                | Severino de las Alas | 7 tháng 5 - 13 tháng 11 năm 1899 |
| Bộ trưởng Chiến tranh                          | Baldomero Villarin   | 21 tháng 1 - 7 tháng 5 năm 1899  |
|                                                | Mariano Trías        | 7 tháng 5 - 13 tháng 11 năm 1899 |
| Bộ Phúc lợi                                    | Gracio Gonzaga       | 21 tháng 1 - 7 tháng 5 năm 1899  |
| Bộ trưởng Ngoại giao                           | Apolinario Mabini    | 21 tháng 1 - 7 tháng 5 năm 1899  |
|                                                | Felipe Buencamino    | 7 tháng 5 - 13 tháng 11 năm 1899 |
| Bộ trưởng Công huấn                            | Aguedo Velarde       | 1899                             |
| Bộ trưởng Công trình công cộng và Truyền thông | Maximo Paterno       | 1899                             |
| Bộ Nông nghiệp, Công nghiệp và Thương mại      | Leon Maria Guerrero  | 7 tháng 5 - 13 tháng 11 năm 1899 |